# Pareuptychia hesione
Pareuptychia hesione är en fjärilsart som beskrevs av Sulzer 1776. Pareuptychia hesione ingår i släktet Pareuptychia och familjen praktfjärilar. Inga underarter finns listade i Catalogue of Life.